# مناعة فطرية

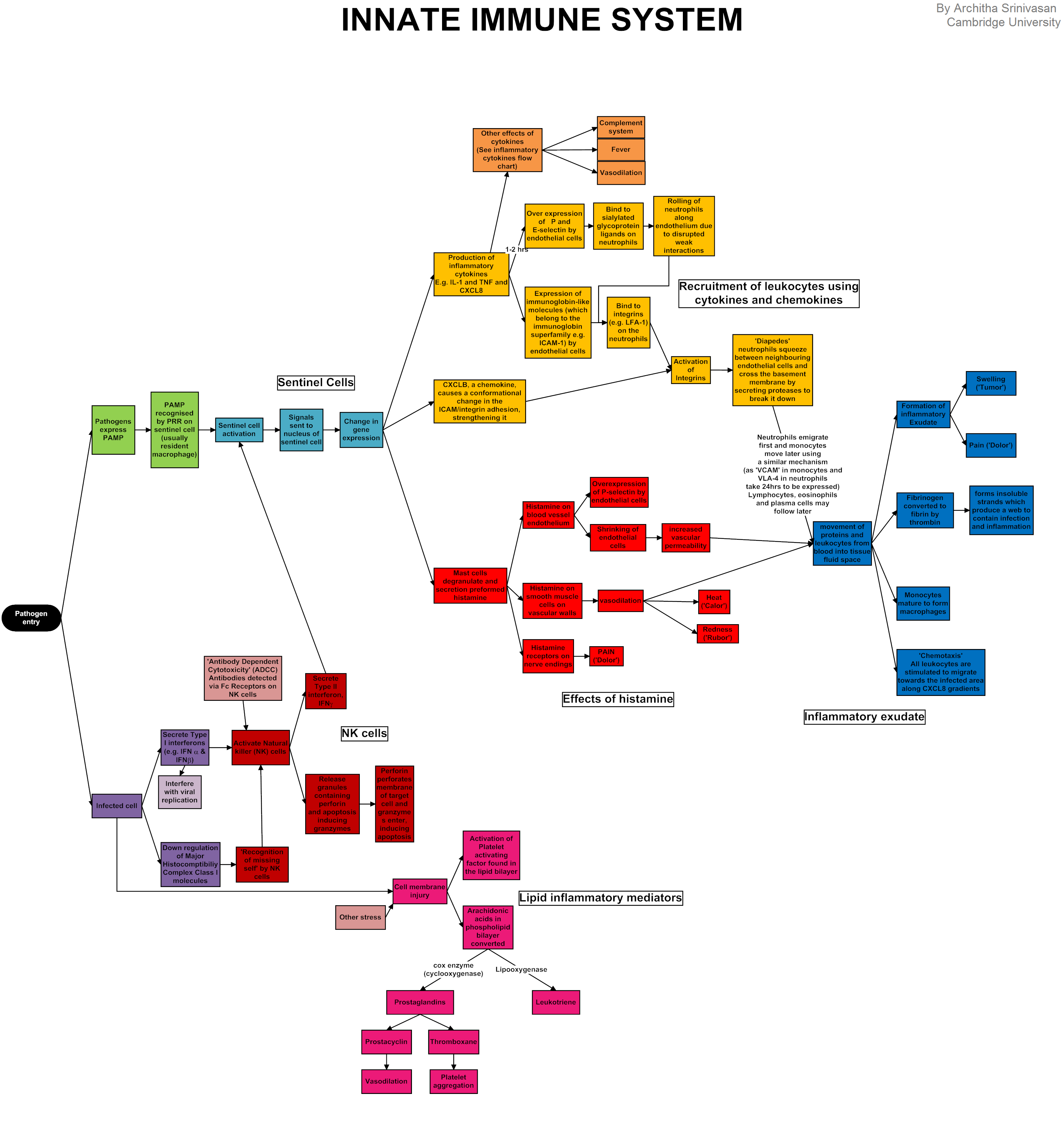

المناعة الطبيعية أو المناعة الفطرية (بالإنجليزية: Innate immunity)‏، وَتُعرف أيضاً بالمناعة غير المتخصصة وهي المناعة المتوارثة الموجودة في الكائن الحي منذ الولادة وحتى قبل الولادة خلال المرحلة الجنينية. عمومًا يتميز جهاز المناعة الطبيعية بالعمل بطريقة غير متخصصة بمعنى أنه كل خلية أو جزيء تابع لها يعمل ضد عدد كبير ومتنوع من الممرضات ولكن فقط حسب التمييز بين ما هو ذاتي أي تابع للجسم أو ما هو جسيم غريب عن الجسم يجب التعامل معه وتحديده. فضلاً عن ذلك المناعة الطبيعية لا يوجد بها ذاكرة مناعية مثلما هو الحال فيما يسمى مناعة مكتسبة (المناعة المكتسبة يكتسبها كل إنسان بمفرده بحسب إصاباته من أمراض، فهي لها ذاكرة ؛ وهذا هو سبب ما نقوم به من تطعيم ضد أمراض ).
الجهاز المناعي يتكون من قسمين كبيرين رئيسيين :
1. الجهاز المناعي الفطري غير المتخصص (the innate or non-specific immune system)
2. الجهاز المناعي التكيفي المتخصص، أو مناعة مكتسبة (the adaptive or specific immune system)

## الجهاز المناعي الفطري
الجهاز المناعي الفطري غير المتخصص (بالإنجليزية: innate or non-specific immune system)‏ هو الخط الأول الوقائي للدفاع عن الجسم ضد الكائنات الغازية للجسم والمتواجد بشكل طبيعي في الجسم، أما الجهاز المناعي المتخصص (بالإنجليزية: adaptive or specific immune system)‏ (أو جهاز المناعة التكيفية) فيأتي للدفاع كخط ثاني بعد الخط الأول إضافة إلى مهمة الدفاع ضد نفس الأجسام الغازية بعد غزوها للجسم للمرة الثانية لحفظها في ذاكرة الجهاز المناعي في خلايا ذاكرة اللمفاويّات حيث يوجد في كل جهاز مناعي بنوعيها المتخصص وغير المتخصص مناعة خلطية بشكلها السائلة المذابة أو بشكل خلايا في الدم (cellular and humoral components) والتي تحمل مواد المناعة المضادة للكائنات الدخيلة على الجسم وهناك تنسيق بين هذين النظامين للعمل بشكل واضح ومنسق ضد الأجسام المعدية الدخيلة على الجسم. الجهاز المناعي غير المتخصص(innate) متواجد قبل حصول الإصابة وهو على استعداد فوري للعمل ضد هذا الجسم الغريب وموجود في جميع أجزاء الجسم وهو لا يميز بين جسم غريب وآخر وليس لديه أي تخصص، بينما الجزء الآخر من الجهاز المناعي (adaptive) فهو يبدأ بالتكون فور دخول الجسم الغريب إلى الجسم بعد استلام الرسالة بوجود أنتيجين (antigen) في الجسم الغريب وبعد تشخيصه ومعرفته يبدأ بإرسال ما يناسب هذا الأنتيجين للقضاء عليه أي بشكل متخصص ولكن هذه العمليات تستغرق بعض الوقت لأيام حتى تكون جاهزه في المرة الأولى، أما عند تكرار الإصابة بنفس المسبب ولمرات قادمة سوف يكون معروف لدى جهاز المناعة المتخصص من قبل خلايا مناعة الذاكرة (memory cells) ولهذا سوف يستغرق وقت أقل من المرة السابقة لاتخاذ اللازم والقضاء على الأجسام الغريبة. علمًا بأن الجزأين المهمين من الجهاز المناعي يعملان بشكل متميز للقضاء على الكائنات الحية التي تغزو الجسم والتي تختلف بالعدد والطريقة حيث كما ذكرنا فأن الجهاز المناعي التكيفي (adaptive immune system) يحتاج إلى وقت كافٍ حتى يتفاعل مع الكائنات الغازية للجسم بينما الجهاز المناعي غير المتخصص (innate or non-specific immune system) فهو متواجد في الجسم وله القدرة على الوصول إلى هدفه بسرعه وبوقت قصير جدًّا. والشيء الآخر المهم هو أن الجهاز المناعي المتخصص سمي بهذا الاسم لأنه يتخصص بنوع معين من الأنتيجين وهو يتعامل فقط مع الكائنات التي تعمل على تحفيزه، بينما خاصية التخصص بأنتيجين معين لا تتوفر لدى الجهاز المناعي غير المختص وهو يتفاعل مع مختلف الكائنات الحية الغريبة التي تدخل الجسم دون تمييزها وأخيرًا فإن الجهاز المتخصص له ذاكرة مناعية للتعرف على نفس الكائنات الحية التي تغزو الجسم في مرات قادمة والذي يفتقدها الجهاز المناعي غير المتخصص. جميع أنواع خلايا الجهاز المناعي لها نفس المنشأ في التكوين حيث تولد من قبل نخاع العظم.

## أنواع المناعة غير النوعية

### الحواجز الميكانيكية
الجلد والأهداب والأغشية المخاطية للجهاز التنفسي والبولي

### الحواجز البيوكيميائية
المخاط الأنفي، الذهون، العرق واللعاب	.

### الحواجز البيولوجية
- ميكروبات بشرية
- نبيت جرثومي معوي

## الإستجابة الالتهابية
- انتفاخ الجلد على مستوى الإصابة.
- احمرار مع إحساس بالألم.
- ارتفاع محلي في درجة الحرارة مع حدوث القيح.[5]

## ما دون الفقاريات

### بدائيات النوى
تستخدم البكتيريا وربما كائنات أخرى بدائية النوى آلية دفاع فريدة تسمى نظام تعديل التقييد لحماية أنفسها من الممراضات مثل العاثيات الفيروسية. تُنتج البكتيريا في هذا النظام إنزيمات تسمى إنزيمات التقييد وهي نوكليازات داخلية تهاجم مناطق معينة من الدنا الفيروسي الخاص بالعاثيات الغازية وتدمرها. كما تقوم بمثيلة الدنا الخاص بها (دنا البكتيريا) ووسمه على أنه "ذاتي" لمنع مهاجمته بواسطة النوكليازات الداخلية. تتواجد نوكليازات التقييد الداخلية ونظام تعديل التقييد حصريا لدى بدائيات النوى.

### اللافقاريات
لا تملك اللافقاريات جهاز مناعة خلطية مبني على الأجسام المضادة، وعلى الأرجح أن جهاز المناعة التكيفي متعدد المكونات نشأ في البداية لدى الفقاريات. مع ذلك، تملك اللافقاريات آليات تبدو بأنها سلف لتلك الموجودة لدى الفقاريات. مستقبلات التعرف على الأنماط هي بروتينات تُستخدم بواسطة جميع الكائنات تقريبا للتعرف على الجزيئات المرتبطة بالممراضات البكتيرية. المستقبلات الشبيهة بالتول (TLRs) هي قسم رئيسي من مستقبلات التعرف على الأنماط وتوجد لدى جميع السيلوميات (الحيوانات التي تملك تجاويف الجسم) ومنها الإنسان. يتواجد النظام المتمم لدى معظم أشكال الحياة، وتستخدم بعض اللافقاريات ومنها: الحشرات والسلطعونات والديدان هيئة معدلة من النظام المتمم تعرف باسم نظام بروفينولوكسيداز [الإنجليزية].
الببتيدات المضادة للميكروبات هي مكون تطوري محفوظ من جهاز المناعة الفطري ويتواجد لدى جميع أقسام الحياة تقريبا ويمثل الهئية الرئيسية من جهاز المناعة لدى اللافقاريات. تنتج العديد من أجناس الحشرات ببتيدات مضادة للميكروبات تعرف باسم الديفنسينات والسيكروبينات [الإنجليزية]

#### شلالات التفاعلات الحالّة للبروتين
لدى اللافقاريات، تقدح مستقبلات التعرف على الأنماط سلسلة تفاعلات حالة للبروتين تقوم بتفكيك البروتينات والتحكم في آليات جهاز المناعة الفطري لدى اللافقاريات ومن ضمنها تجلط الدم واللمف وتكون الميلانين. سلاسل التفاعلات الحالة للبروتين مكونات مهمة من جهاز المناعة لدى اللافقاريات لأنها تشَغَّلُ بسرعة أكبر من باقي آليات جهاز المناعة وذلك لأنها لا تعتمد على تغيُّرات في التعبير عن الجينات. سلاسل التفاعلات الحالة للبروتين وظيفية لدى كل من الفقاريات واللافقاريات، رغم استخدامهما لبروتينات مختلفة في سلاسل التفاعلات هذه.

#### آليات التجلط
يحيط الدملمف الذي يتكون منه السائل المتواجد في جهاز دوران مفصليات الأرجل -وهو مائع شبيه بالهلام- بالممراضات الغازية، كما يفعل الدم لدى الحيوانات الأخرى. تقوم العديد من البروتينات والآليات بأدوار في عملية التخثر. لدى القشريات، تشكل ناقلة الغلوتامين المتواجدة في خلايا الدم والبلازما نظام التخثر حيث تقوم ببلمرة الوحدات الفرعية لبروتين تخثر الدم الذي وزنه الجزيئي 210 كد. من جهة أخرى وفي نظام التخثر لدى سرطان حدوة الحصان، تُخزّن مكونات سلاسل التفاعلات الحالة للبروتين في هيئات غير نشطة في حبيبات خلايا دموية والتي يتم تحريرها حين يواجه المضيف جزيئات أجنبية مثل عديدات السكاريد الشحمية.

### النباتات
توجد من كل فئة من الممراضات أفراد تصيب البشر وأفراد أخرى تصيب النباتات، مع اختلاف الأنواع المسببة للمرض (الممراض) حسب الأنواع التي تستهدفها (المضيف) حيث يمكن للبكتيريا والفطريات والفيروسات والديدان الأسطوانية والحشرات إصابة النباتات. كما هو الحال مع الحيوانات، تستخدم النباتات التي تُهاجَم بواسطة الحشرات أو ممراضات أخرى استجابات أيضية معقدة تؤدي إلى تكوين مركبات كيميائية دفاعية تحارب العدوى أو تقلل من جاذبية النبات للحشرات والحيوانات العاشبة الأخرى (طالع دفاع النباتات ضد العواشب).
مثل اللافقاريات، لا تملك النباتات استجابات بالأجسام المضادة أو بالخلايا التائية ولا تملك خلايا متنقلة تكتشف وتهاجم الممراضات. فضلا عن ذلك وفي حالة العدوى، تُعامل بعض أجزاء النبات على أنها قابلة للاستغناء عنها وقابلة للاستبدال وهي أساليب لا توجد سوى لدى حيوانات معدودة. يسمح عزل جزء من النبات أو التخلص منه بإيقاف انتشار العدوى.
تتضمن معظم الاستجابات المناعية للنبات إشارات كيميائية نظامية تُرسَل عبر كامل أجزاء النبات. تتعرف مستقبلات التعرف على الأنماط الخاصة بالنباتات على البصمات الميكروبية المنحفظة، وتقدح هذه التعرفات استجابة مناعية. حُدِّدت أول المستقبلات النباتية للبصمات الميكروبية المنحفظة بالأرز XA21 في عام 1995 وبرشاد الصخر FLS2 [الإنجليزية] عام 2000. كما تملك النباتات مستقبلات مناعية تتعرف على مختلف المؤثرات [الإنجليزية] الممراضية ومنها قسم بروتينات (NBS-LRR). حين يصبح جزء من النبات مصابا بالعدوى الميكروبية أو الفيروسية -في حالة تآثر غير متوافق قُدِح بواسطة مستنبطات [الإنجليزية] محددة- يقوم النبات باستجابة فرط تحسسية موضعية تتعرض فيها الخلايا الموجودة في موقع العدوى لاستماتة سريعة وذلك لمنع انتشار العدوى لأجزاء أخرى من النبات. لهذه الاستجابة فرط التحسسية النباتية بعض أوجه التشابه مع الاستماتة الحمية مثل الحاجة إلى وظيفة تفكيك البروتين الشبيهة بالكاسباز-1 الخاصة بـVPEγ وهو بروتياز سيستئين يقوم بتنظيم تفكيك الخلية أثناء الاستماتة.
بروتينات المقاومة المرمّزة بواسطة جينات المقاومة متواجدة بكثرة لدى النباتات ويمكنها التعرف على الممراضات. تحتوي هذه البروتينات على نطاقات مماثلة لنطاقات المستقبلات الشبيهة بنود ومستقبلات التعرف على الأنماط. المقاومة المكتسبة النظامية هي أحد أنواع الاستجابات الدفاعية التي تجعل النبتة بأكملها مقاومة لطيف واسع من العوامل المعدية. تتضمن المقاومة المكتسبة النظامية إنتاج رسل كيميائية مثل حمض الساليسيليك أو حمض الياسمونيك [الإنجليزية]. تنتقل بعض هذه الرسل الكيميائية عبر النبات وتعطي إشارة للخلايا الأخرى لإنتاج المركبات الدفاعية لحماية الأجزاء غير المصابة. حمض السياليك في حد ذاته ورغم أن لا غنى عنه في إحداث المقاومة المكتسبة النظامية، ليس هو الإشارة المنقولة المسؤولة على الاستجابة النظامية. تشير أدلة حديثة إلى دورٍ يلعبه الياسمونات [الإنجليزية] في نقل الإشارة إلى أجزاء بعيدة من النبات. آليات إسكات الرنا مهمة في الاستجابة النظامية للنبات لكونها قادرة على منع تضاعف الفيروس. تُستحث استجابة حمض الياسمونيك في الأوراق المتضررة من قبل الحشرات، ويتم فيها إنتاج ميثيل ياسمونات [الإنجليزية].

## اقرأ أيضا
- مكون متمم 1Q